# Île Saint-Pierre (Berne)
Pour les articles homonymes, voir île Saint-Pierre.
L’île Saint-Pierre (St. Petersinsel en allemand) est reliée par un isthme long et mince avec le rivage du lac de Bienne depuis la correction des eaux du Jura, dans le canton de Berne. En toute saison, des touristes viennent y chercher calme et détente.

Photo aérienne (1958)

Sise sur le territoire des communes de Douanne et Cerlier, l'île appartient à l'hôpital des bourgeois de Berne. Elle était habitée depuis l'époque des lacustres et porte aussi des traces de civilisation romaine. Elles est aujourd'hui connue notamment pour son prieuré dont l'église, dédiée aux saints Pierre et Paul, a donné son nom à l'île.
Lors de la Réforme, les biens de la fondation furent attribués à l'Hôpital des Bourgeois, en possession duquel ils sont restés depuis. Le plus célèbre des habitants de l'île Saint-Pierre fut Jean-Jacques Rousseau, qui trouva dans l'isolement d'un tel asile une atmosphère propice aux promenades solitaires qui favorisaient ses méditations sur le sentiment de l'existence. Des années plus tard, ce séjour lui inspira la cinquième promenade dans Les Rêveries du promeneur solitaire.
L'île est actuellement atteignable depuis Cerlier par un chemin bordé de roseaux et de buissons. Elle est aussi accessible par bateau.

## Histoire
- 1127 : un cloître clunisien y est érigé.
- ? : le cloître devient une auberge.
- 1765 : Séjour de Jean-Jacques Rousseau.
- 1868-1878 : 1re correction des eaux du Jura.
- 1939, 1962-1973 : 2e correction des eaux du Jura.

### Prieuré
En 1107, le comte Guillaume III de Bourgogne-Mâcon, donne à l’ordre de Cluny ses biens à Bellmund, près de Nidau, ainsi que l’île voisine. Un prieuré semble établi d’abord à Bellmund, à en croire le pouillé des paroisses du diocèse de Lausanne de 1228. Puis il aurait été transféré sur l’île peu avant 1127, puisqu’une chronique signale que Guillaume IV de Bourgogne, ainsi que deux de ses fidèles assassinés à Payerne ont été inhumés dans le prieuré clunisien de l’île Saint-Pierre. Les sources toutefois sont lacunaires et les fouilles archéologiques ont montré qu’un établissement monastique semble avoir existé dès le milieu du XIe siècle. Sans doute que les Clunisiens s’y sont installés peu après 1107, y maintenant un couvent lié à une tradition funéraire, qui pourrait expliquer la fréquente appellation « île des Comtes » ((la) insula comitum).
Les bâtiments actuels forment un U ouvert du côté nord. L’ancien prieuré a servi par la suite de logement du receveur de l’Hôpital et a subi de multiples transformations. Au nord de la cour se trouvait l’église dédiée aux saints Pierre et Paul, démolie en 1557. Des fouilles en 1984-1986 ont montré que le prieuré clunisien s’intègre à des structures plus anciennes. Un groupe de sarcophages mérovingiens atteste une tradition funéraire caractéristique d’un couvent carolingien d’obédience inconnue avec une petite église à nef et chœur rectangulaires, et un ensemble conventuel en bois. L’ensemble a été maintenu par les comtes de Bourgogne attestés au XIe siècle. Vers 1050, l’ancienne église devait être remplacée par un bâtiment bien plus ambitieux, et l’on commence à l’est à construire les fondations d’un chœur hiérarchisé à trois absides, la croisée et le transept. Ce plan semble déjà sous l’influence de Cluny, évoquant Romainmôtier III et surtout Cluny II. Mais le terrain, insuffisamment stable, ne résiste pas au poids des murs, la construction s’effondre et la chantier est interrompu pour près d’un demi-siècle.
Vers 1100 les moines prennent un nouvel élan, mais le financement ne permet plus de projeter un édifice aussi ambitieux. L’église est déplacée de quelques mètres pour trouver un socle rocheux offrant plus de résistance et l’on se contente de la construction du chevet. La nef n’est pas réalisée en raison de la modestie des effectifs. Dès le XIIe siècle l’établissement ne compte que six moines au lieu des douze occupants habituels, et en 1259 le prieurés semble abandonné En 1275, il est question d’une institution endettée, occupée seulement par un ou deux moines. Ce n’est qu’après 1398 et le transfert de la propriété de l’établissement à Berne, que la situation économique se stabilise.
Des décors peints dans la grande salle du premier étage datent peut-être du début du XVe siècle et semblent avoir été attribués à tort à l'avant-dernier prieur, Pierre de Senarclens (1464-1482) sur la simple présence, à proximité, d'une pierre armoriée.
Au XIVe et XVe siècles la ville de Berne exerce à diverses reprises son influence et en 1484 le prieuré est supprimé pour être incorporé aux biens de la collégiale Saint-Vincent de Berne . En 1530, après la Réforme, le gouvernement bernois confie l’île à l’Hôpital inférieur, institution qui a précédé l’Hôpital des Bourgeois de la Ville de Berne. Ce dernier possède encore aujourd’hui les lieux. Depuis lors, un administrateur gère ce bien ainsi que la production viticole. L’église a été démolie en 1557 et remplacée en 1595 par une cave à vin, encore existante.
L’édifice est un haut-lieu de tourisme culturel, Jean-Jacques Rousseau ayant habité les lieux en 1765.

## Séjour de Jean-Jacques Rousseau
En juillet 1765, Jean-Jacques Rousseau quitte Môtiers, pour s'installer sur l'île, qu'il doit quitter à son tour, le 25 octobre de la même année sur ordre du bailli de Nidau.

« Quand le soir approchait je descendais des cimes de l'île et j'allais volontiers m'asseoir au bord du lac dans quelque asile caché ; là le bruit des vagues et l'agitation de l'eau fixant mes sens et chassant de mon âme toute autre agitation la plongeaient dans une rêverie délicieuse où la nuit me surprenait souvent sans que je m'en fusse aperçu. Le flux et le reflux de cette eau, son bruit continu mais renflé par intervalles frappant sans relâche mon oreille et mes yeux suppléaient aux mouvements internes que la rêverie éteignait en moi et suffisaient pour me faire sentir avec plaisir mon existence, sans prendre la peine de penser. »

— Jean-Jacques Rousseau, Les Rêveries du promeneur solitaire, « Cinquième promenade ».
Une « maison Jean-Jacques Rousseau » peut désormais être visitée sur l'île.

## Autres visiteurs célèbres
- Johann Wolfgang von Goethe (1779), l'historien Coke, l'impératrice Joséphine de Beauharnais ainsi que les rois de Prusse, de Suède et de Bavière
- Louise-Élisabeth Vigée-Lebrun (1808), tome III de ses Souvenirs.
- L'ancien conseiller fédéral Pascal Couchepin invitait chaque année les journalistes pour une balade sous forme de conférence de presse en l'île.